# Stereodon crista-castrensis
Stereodon crista-castrensis là một loài Rêu trong họ Hypnaceae. Loài này được (Hedw.) Mitt. mô tả khoa học đầu tiên năm 1859.